# Pupina coxeni
Pupina coxeni е вид коремоного от семейство Pupinidae.

## Разпространение
Видът е разпространен в Австралия.